# Nora Astorga
Pour les articles homonymes, voir Astorga (homonymie).
Nora Astorga Gadea de Jenkins, dite La Norita, née en 1948 à Managua et morte le 14 février 1988 dans la même ville, est une femme politique, avocate, juge et guerrillera nicaraguayenne. Elle est membre du Front sandiniste de libération nationale (FSLN) pendant la révolution sandiniste.

## Biographie

### Famille
Elle naît dans une familiale religieuse et de la classe moyenne nicaraguayenne, liée à la famille Somoza.
À l'âge de 22 ans, elle se marie avec Jorge Jenkins, dont elle a deux ans. Deux autres naissent d'un sandiniste, José Maria Alvarado.

### Jeunesse
Elle est d'abord une catholique pratiquante, faisant de nombreuses œuvres charitables dans les quartiers pauvres.
En 1967, lors des élections présidentielles, elle soutient Fernando Agüero face au président sortant Anastasio Somoza Debayle. Sa famille l'envoie alors étudier la médecine aux États-Unis, où elle reste de 1967 à 1969. Elle s'inscrit également pour des cours de sociologie à l'université catholique d'Amérique. Dégoûtée par les dissections d'animaux, elle abandonne finalement ses études. Elle dira plus que tard que « ce qui [l]'a le plus impressionnée aux États-Unis était les inégalités sociales et surtout le racisme » et que « [sa] conscience politique est née là ».

### Engagement révolutionnaire
Elle retourne au Nicaragua et s'inscrit en cursus de droit à l'université de l'Amérique centrale de Managua. C'est alors qu'elle intègre le mouvement sandiniste. De 1969 à 1973, elle est chargée de trouver des lieux sûrs où cacher le leader Oscar Turcios.
Après son mariage, elle et son époux partent en Italie, où ils étudient respectivement l'anthropologie et le droit bancaire et la programmation informatique. Elle mène une double vie d'épouse et mère et d'avocate d'un grand groupe de construction SOVIPE et aide clandestinement les sandinistes.
En 1977, elle fonde l'« Asociación de Mujeres ante la Problemática Nacional ».
Après l'assassinat du journaliste d'opposition Pedro Joaquín Chamorro Cardenal en 1978, elle décide de prendre les armes. Elle prend part à la révolution sandiniste qui renverse le régime d'Anastasio Somoza Debayle en 1979.
Elle est notamment connue pour sa participation à l'assassinat du général Reinaldo Pérez Vega (surnommé « Le Chien Pérez », en raison de ses excès de colère), chef adjoint de la Garde nationale, tortionnaire et agent de la CIA. Le 8 mars 1978, elle l'invite dans son appartement de Managua, faisant mine de lui accorder une faveur sexuelle. Lorsqu'il arrive, trois membres du FSLN, Hilario Sánchez, Raúl Venerio et Walter Ferreti, ouvrent le placard de la chambre et l'enferment dedans. Initialement, ils comptaient s'en servir pour échanger des camarades emprisonnés, demander un cessez-le-feu au nord du pays et obtenir une rançon pour les orphelins de Monimbó, un quartier de Masaya. Mais Pérez se mit à hurler et, ayant peur que son chauffeur attendant devant la porte l'entende, les membres du FSLN préférèrent le tuer. 
Plus tard, il est retrouvé égorgé, enroulé dans le drapeau rouge et noir sandiniste.
Faisant l'objet d'une chasse à l'homme de la part du pouvoir en place, Astorga s'arme d'un AK-47 en permanence et rejoint le maquis. C'est dans ces conditions qu'elle tombe enceinte de son troisième enfant.
D'un des campement de la guérilla, elle diffuse un communiqué dans lequel elle déclare sa participation à la mise à mort de Pérez, son appartenance au FSLN et appelle à l'insurrection du peuple.

### Ministre et représentante auprès des Nations Unies
Après la prise de pouvoir par les sandinistes en juillet 1979, elle est nommée vice-ministre de la Justice. À ce titre, elle supervise le procès de 7 500 membres de la Garde nationale du président déchu Somoza.
Durant la contre-révolution, deux anciens gardes de Somoza entrèrent au Nicaragua dans le but d'exécuter le « Plan Managua ». Ce plan comprenait quelques actions terroristes, telle que l'explosion d'une raffinerie de pétrole, et des assassinats, notamment celui d'Astorga (à cause de l'exécution de Pérez). Mais ils seront finalement arrêtés avant. En prison, ils avouèrent que toutes ces opérations étaient dirigées par un agent de la CIA, Mike Tock.
En 1984, sa nomination comme ambassadrice aux États-Unis est refusée par l'administration Reagan, qui argue de son implication dans le meurtre du général Pérez Vega, agent de la CIA.
Elle devient alors à la place représentante adjointe auprès des Nations unies, avant de devenir la titulaire de ce poste en mars 1986 — qu'elle conserve jusqu'à sa mort —. Elle joue un rôle dans la reconnaissance par la Cour internationale de justice de l'illégalité du soutien des États-Unis aux Contras.

### Mort et postérité
Elle meurt d'un cancer des cervicales à l'âge de 39 ans.
Elle est honorée du titre d'« Héros de la Patrie et de la Révolution » et est élevée dans l'ordre de Carlos Fonseca en juillet 1987.
Un quartier — barrio — de Managua porte son nom.
La chanson « Mariel », composée en 1986 par les KBC Band, est inspirée de Nora Astorga.